# ديمقراطيون (فلم)
ديمقراطيون (بالإنجليزية: Democrats)، هُو فيلم وثائقي دنماركي صدر سنة 2014 وأخرجته كاميلا نيلسون. يتحدث الفيلم عن الوضع السياسي في زيمبابوي خلال الفترة من انتخابات 2008 وحتى إعادة صياغة دستور البلاد.

## روابط خارجية
- مقالات تستعمل روابط فنية بلا صلة مع ويكي بيانات